# 北条時敦
北条 時敦（ほうじょう ときあつ）は、鎌倉時代後期の武将。北条氏の一門。政村流北条氏。父は北条政長。母は長井時秀の娘。
正安元年（1299年）6月に従五位下、修理権亮に叙爵され、嘉元元年（1303年）には左近将監、弾正少弼を兼任した上で、延慶3年（1310年）従五位上に昇叙。同年から文保元年（1317年）まで越後守の官途にあった。
徳治元年（1306年）、引付衆の一員として幕政に参画し、延慶3年（1310年）には従五位上に叙位され、六波羅探題南方に就任、正和4年（1315年）、北方に転任した。この頃持明院統と大覚寺統の間で皇位継承を巡る紛糾があり、時敦は大仏維貞と共に朝廷と折衝して問題の調停に尽力した。六波羅探題の北方は摂津と播磨の守護を兼備しており、時敦も摂津と播磨の守護職にあったようである。更に佐藤進一の指摘によれば加賀国の守護職も担当していた。
元応2年（1320年）5月24日、京都にて40歳で死去した。
『玉葉和歌集』『続千載和歌集』にそれぞれ4首の歌が収録されている。